# Archer MacLean
Pour les articles homonymes, voir MacLean.
Archer MacLean (né le 28 janvier 1962 et mort le 24 décembre 2022) est un concepteur britannique de jeu vidéo. 
Programmeur autodidacte, MacLean a commencé sa carrière de développeur au milieu des années 1980. Il est surtout connu pour avoir conçu Dropzone, International Karate et sa suite, IK+.

## Biographie
Adolescent à la fin des années 1970, Archer MacLean est passionné de jeux d'arcade. Mais jouer ne lui suffit pas, il veut créer ses propres titres. Pour se constituer du matériel de travail, il gagne de l'argent en montant des ordinateurs NASCOM pour une firme locale. Après avoir appris les bases du langage informatique, il conçoit des clones de Space Invaders et de Breakout. Mais les limitations techniques de ses premiers ordinateurs sont importantes et ses productions restent encore éloignées des standards de l'arcade.
En 1979, lors d'une convention à l'Alexandra Palace à Londres, il découvre Star Raiders sur une borne de démonstration de l'Atari 800. Très impressionné par les capacités de la machine, il envisage de l'acheter dès que la machine sera en vente en Angleterre, ce qu'il fait le jour de sa sortie en 1981. Il se débrouille aussi pour récupérer des photocopies de « De Re Atari », un manuel de programmation produit par les ingénieurs d'Atari aux États-Unis. MacLean se lance alors dans des expérimentations que ses nombreuses distractions et la poursuite d'un cursus universitaire l'empêchent de concrétiser.
Par un concours de circonstances, ces démos sont repérées et il est recruté pour un travail chez Atari en Californie. Malheureusement, alors qu'il se prépare à une nouvelle vie, le puissant constructeur implose lors du krach du jeu vidéo de 1983, et il doit se contenter d'un contrat avec la filiale européenne d'Atari. C'est pendant cette période qu'il parfait Dropzone, un shoot them up inspiré de classiques comme Defender, Scramble, Galaxian, Stargate, etc. Il décide de le dévoiler subrepticement sur un stand Atari lors d'un salon à Londres. Le jeu attire beaucoup de curieux et MacLean ne tarde pas à trouver un éditeur. Publié en 1984 par U.S. Gold, Dropzone rencontre un succès critique et commercial.
Par la suite, Archer MacLean s'établit comme un développeur reconnu en concevant un jeu de combat, International Karate (1986), et sa suite, IK+ (1987), considérés parmi les plus réussis précurseurs du genre (avec Karateka, 1984). Il développe également la simulation de billard Jimmy White's Snooker (1991). Parallèlement à ses activités de développeurs, il intègre des magazines de jeux vidéo comme Zzap!64, Amiga User et Retro Gamer. Deux carrières qui suivent toujours leur cours en 2007. Son dernier jeu, Mercury, est sorti en 2005 sur PlayStation Portable. Le 22 juillet 2005, Archer MacLean démissionne de son poste de Creative Director de la division Awesome Studios d'Ignition Entertainment.

## Jeux
- Dropzone (1984)
- International Karate (1986)
- International Karate + (1987)
- Jimmy White's Whirlwind Snooker (1991)
- Archer MacLean's Pool (1992)
- Jimmy White's 2: Cueball (1998)
- Archer MacLean's Mercury (2005)
- Wheelspin (2009)